# 타니 앳킨슨
타니 앳킨슨(Tahnee Atkinson, 1992년 1월 31일 ~ )은 오스트레일리아의 모델이다. 《도전 슈퍼모델 오스트레일리아》(Australia's Next Top Model)의 5번째 우승자이다.